# Heartland Wrestling Association
Heartland Wrestling Association (HWA) es una promoción de lucha libre profesional independiente ubicado en Cincinnati, Ohio. Fue por un tiempo un territorio de desarrollo para las promociones de lucha libre, la World Championship Wrestling y la World Wrestling Federation en la década de 1990, siendo catalogado como uno de los mejores territorios en desarrollo independiente en los Estados Unidos por el "Professional Wrestlers' Workout & Instructional Guide" ("Guía de Instrucciones y Destrezas de Lucha Libre Profesional") de Harley Race, Ricky Steamboat y Les Thatcher en 2005.

## Historia
La Heartland Wrestling Association fue iniciado en 1996 por Les Thatcher y Brady Laber, en asociación con sus alumnos de escuela de lucha libre Main Event Pro Wrestling Camp, y del primer evento anual del Brian Pillman Memorial Show en 1998.
La promoción sirvió como territorio en desarrollo para las promociones de lucha libre, la World Championship Wrestling (WCW) y la World Wrestling Federation (WWF), incluyendo a antiguos luchadores como Mike Sanders, Shannon Moore, Victoria, The Hardy Boyz y los hermanos Charlie y Russ Haas, así mismo los veteranos de la WCW Bill DeMott y Elix Skipper.

## Campeonatos

### Campeones actuales
| Campeonato                   | Campeón Actual | R° | Obtenido el         | Días | Evento | Campeón Anterior           |
| ---------------------------- | -------------- | -- | ------------------- | ---- | ------ | -------------------------- |
| HWA Heavyweight Championship | Chance Prophet |    | 27 de julio de 2013 |      |        | Ron Mathis                 |
| HWA Tag Team Championship    |                |    |                     |      |        | Jesse Emerson & Chris Hall |

### Campeones inactivos
| Campeonato                     | Campeón Actual  | R° | Obtenido el            | Días | Evento | Campeón Anterior |
| ------------------------------ | --------------- | -- | ---------------------- | ---- | ------ | ---------------- |
| HWA Television Championship    | Ganger          |    | 5 de junio de 2007     |      |        | Quinten Lee      |
| HWA European Championship      | Nigel McGuiness |    | 4 de noviembre de 2003 |      |        | Hoss             |
| HWA Barroom Brawl Championship | JT Stahr        |    | 21 de abril de 2006    |      |        | Vacante          |